# HMAS Karangi
HMAS Karangi – australijski stawiacz sieci i okręt pomocniczy z okresu II wojny światowej i powojennego.

## Historia
Stępkę pod okręt (numer stoczniowy 151) położono 3 lutego 1941 w stoczni Cockatoo Docks and Engineering Company na Cockatoo Island, wodowanie odbyło się 16 sierpnia 1941. Matką chrzestną okrętu była pani I. D. Hutcheson, żona jednego z głównych inżynierów stoczni. Okręt należał do typu Kangaroo, określanego także jako zmodyfikowany typ Bar. „Karangi” wszedł do służby 23 grudnia 1941, jego pierwszym dowódcą był lieutenant Ronald W. Simmons. 
Wyporność okrętu wynosiła 773 tony. Mierzył 178 stóp i 9 cali długości (55,48 m), 32 stopy i 1,25 cali szerokości (9,78 m), miał 17 stóp i 1,5 cala (5,21 m) zanurzenia. Napęd stanowiła maszyna parowa potrójnego rozprężania o mocy 765 IHP opalana olejem i pojedyncza śruba. Maksymalna prędkość wynosiła 11,1 węzła. Zasięg przy prędkości 11 węzłów wynosił 3040 mil morskich. Początkowo „Karangi” był uzbrojony w pojedynczą armatę 12-funtową (76,2 mm), karabin maszynowy Lewis (7,7 mm), karabin maszynowy Vickers (7,7 mm) oraz dwa karabiny maszynowy typy Marlin (7,62 mm). W późniejszym czasie został przezbrojony w działko Bofors 40 mm i dwa pojedyncze działka Oerlikon 20 mm. Załogę stanowiły 34 osoby - dowódca, 6 oficerów i 27 marynarzy.
„Karangi” przybył do Darwin 14 stycznia 1942 gdzie służył przy tamtejszej zaporze sieciowej (najdłuższej na świecie) do końca 1943.
Okręt był obecny w Darwin w czasie japońskiego nalotu 19 lutego 1942, podobnie jak inne znajdujące się w zatoce statki i okręty został ostrzelany przez japońskie samoloty.  Już po ataku wszystkie znajdujące się wówczas w zatoce stawiacze sieci (HMAS „Kara Kara”, „Kangaroo”, „Karangi”, „Kiara”, „Kookaburra” „Koolama” i „Koolinda”) ruszyły na pomoc uszkodzonym i tonącym statkom, ratowały między innymi marynarzy z tonącego amerykańskiego niszczyciela USS „Peary” i płonącego zbiornikowca „British Motorist”.  Sam „Karangi” nie został uszkodzony w czasie żadnego z japońskich nalotów na Darwin.
W połowie 1943 okręt przybył do Fremantle, gdzie służył w różnych rolach jako okręt pomocniczy do sierpnia 1952.
Za służbę w okresie II wojny światowej okręt otrzymał battle honour „Darwin 1942-43”.
W 1952 „Karangi” wziął udział w operacji Hurricane, brytyjskim teście nuklearnym na archipelagu Montebello Islands.  Okręt zakotwiczony był ok. 38 mil od miejsca wybuchu.  Po eksplozji „Karangi” wyłowił z morza 20 kotwic i 25 różnego rodzaju boi które w późniejszym czasie były poddane testom na radioaktywność.
5 września 1952 okręt przybył do Sydney na remont i modernizację która zakończyła się w maju 1953.  Po remoncie „Karangi” powrócił do Fremantle gdzie służył do 1954 po czym został wycofany do rezerwy.
W kwietniu 1955 okręt ponownie wszedł do służby i do marca 1957 służył w zachodnio-północnym obszarze Australii.  19 czerwca 1956 brał udział w operacji Mosaic, atmosferycznym teście nuklearnym na archipelagu Montebello.

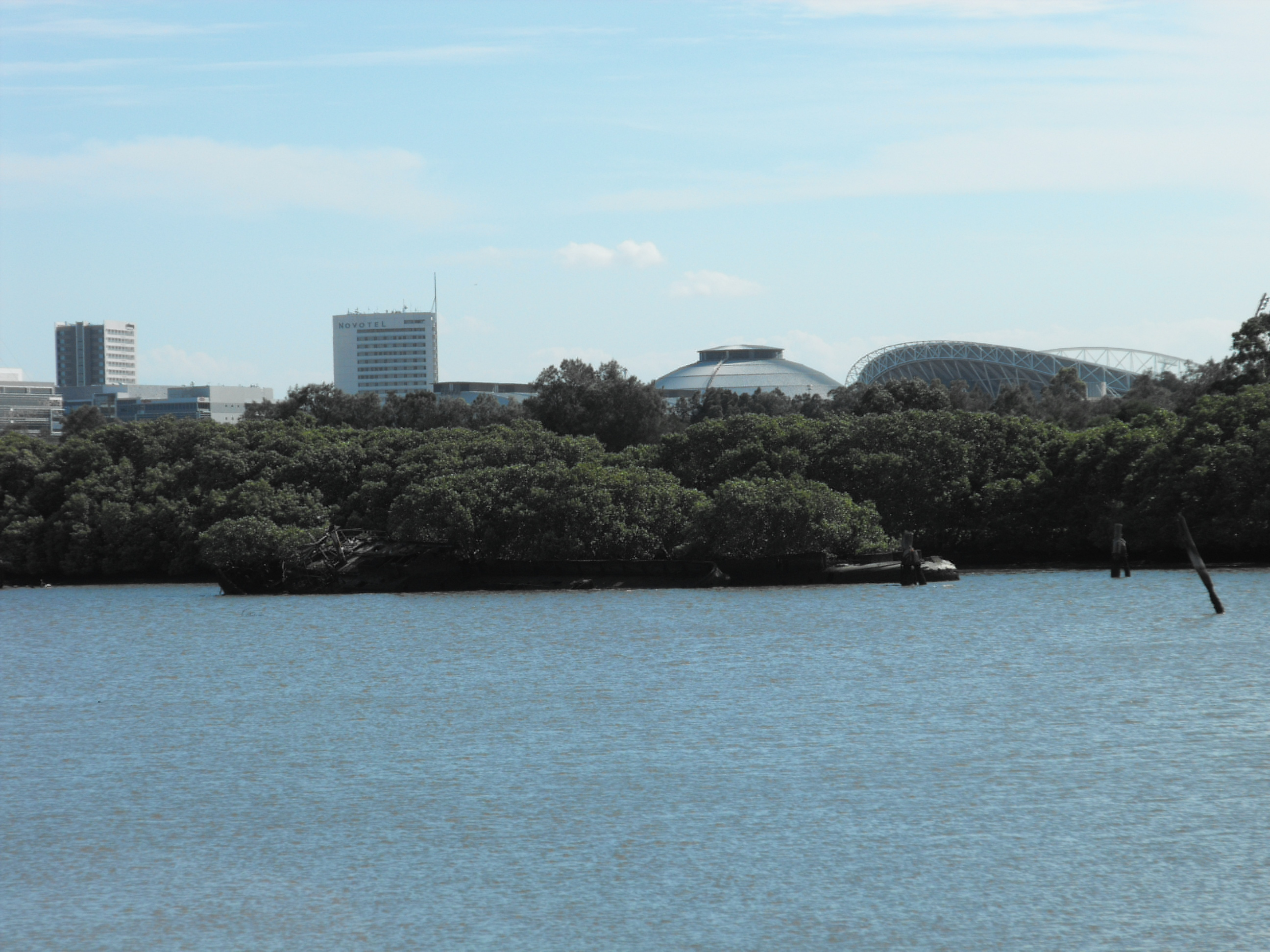
Obrośnięty roślinnością kadłub „Karangi”

Ostatecznie okręt został wycofany do rezerwy 31 maja 1957.  W czasie 16 lat służby „Karangi” przebył 73 tysiące mil morskich.
8 września 1966 „Karangi” i „Kookaburra” zostały zakupione za sumę 24 tysięcy funtów przez L. Booklucka.  W 1970 pusty kadłub „Karangi” został zatopiony w Homebush Bay obok holownika SS „Heroic”.